# Salix multinervis
Salix multinervis är en videväxtart som beskrevs av Döll. Salix multinervis ingår i släktet viden, och familjen videväxter. Inga underarter finns listade i Catalogue of Life.